# Albert Bockstael
Albert Bockstael (Anderlecht, 9 september 1898 - Wommelgem, 18 november 1989) was een Belgisch kunstenaar die actief was als schilder, illustrator, poëet, en filosoof. Hij wordt gekarakteriseerd als optimist, humanist en visionair.
Bockstael ging als beeldend kunstenaar aanvankelijk expressionistisch te werk. Later creëerde hij een eigen variant van magisch realisme. Uiteindelijk evolueerde zijn werk naar zijn eigen stijl, die door kunstcritici "het poëtisch en mystiek realisme van Bockstael" werd genoemd, een stijl die onder het poëtisch realisme geschaard kan worden.

## Levensloop
Albert Bockstael werd in 1898 in de Brusselse wijk Anderlecht geboren. Hij woonde enkele jaren bij zijn grootvader, Emile Bockstael, een bekende Belgische politicus die bijna een halve eeuw schepen en burgemeester van Laken was.
Bockstael studeerde vanaf 1915 aan de Koninklijke Academie voor Schone Kunsten van Brussel. Studiegenoten uit die tijd waren de surrealisten René Magritte en Victor Servranckx met wie hij vrienden werd. Hij schilderde expressionistisch, hetgeen door P. De Hasse werd beschouwd als het hoogtepunt in zijn volwassen periode. In deze periode woedde echter ook de Eerste Wereldoorlog en heerste in Brussel een bezettingsregime. Bockstael heeft in 1918 in Diest een tijd in burgerlijke gevangenschap gezeten.
Na de Eerste Wereldoorlog reisde Bockstael als zeeman de wereld rond. Antwerpen werd daardoor zijn nieuwe thuishaven. Hij trouwde en zou vier kinderen krijgen. Halverwege de jaren twintig begon hij weer te schilderen. Toen Antwerpen hem te druk werd, koos hij voor de rust en stilte die zijn atelier in Wintam aan de Rupel bood.
Hoewel zijn stijl aanvankelijk dus expressionistisch was, ontwikkelde Bockstael zich verder onder invloed van het surrealisme en symbolisme. En later nog tot een realisme met naïeve en poëtische elementen. Hij maakte deel uit van de Luikse Groupe d'Art Moderne de Liège (1920-1940), opgericht door zijn vriend de dichter Georges Linze.
Les insensés sont passés, tout est détruit: mais les cerises ont mûri. Couverte de son manteau de cendre noire, la Veuve Eternelle chemine. Tel un Parthénon étrange, des ruines calcinées se dressent sur la colline. Malgré le sacrilège, le monde retrouvera sa beauté.
De rust werd verbroken door de Tweede Wereldoorlog. Bockstael zat van mei tot december 1940 als krijgsgevangene van de nazi's in Duitsland, in Neubrandenburg, Greifswald en Altwarp. De impact van deze periode is in veel van zijn werk terug te vinden.
Na de oorlog ontwikkelde zijn stijl via het surrealisme in een meer mystieke en poëtische richting.
Bockstael was bevriend met schrijvers en filosofen, zoals Achille Chavée, Moirant, Paul Neuhuys, Geert van Bruaenen en Georges-Marie Matthijs. Laatstgenoemde beschreef hem als "afstandelijke profeet en idealistische schilder". Bockstael schreef ook gedichten en artikelen voor maatschappijkritische tijdschriften, zoals de revue Anthologie van Linze en de Tribune. Als dichter werd hij door critici echter minder gewaardeerd dan als beeldend kunstenaar.
Albert Bockstael stierf in 1989 op 91-jarige leeftijd in Wommelgem, Antwerpen.

## Oeuvre

### Beeldende kunst
Schilderijen
- Rupelmonde, 1933.[7]
- La kermesse[3]
- Le carrousel[3]
- De teruggekeerde vrede (1950)[4]
- De Toren van Babel (1959). Gebruikmakend van de basisvorm van Breughels toren van Babel wordt in dit werk Bockstaels eigen visie op Babel gegeven. In dit schilderij is een enorme ruimte met hemel en aarde. Er is oorlog en machtswellust te zien en het einde van de levenswaarden in donkere tinten. De oranje zon laat in dit werk zijn stralen neer op een ommuurde tuin met zonnebloemen en tuintafel: dit zou het stille, veilige geluk ver weg van het gewelddadige van de wereld voorstellen.[3]
- La kermesse?/Le carrousel?[8]
- Schilderij van naakt meisje in de natuur, 1954.[9]

Illustraties
- Problème d’un Art Nouveau, Anthologie no 4, G. Linze, illustratie door A. Bockstael, "Le jeune homme et les bonnes bêtes", 1939
- Carrefour, 1941 Jean Barthou, et al.; geïllustreerd door Albert Bockstael, et al. Paris: Editions de la Cité moderne, 1941.[10]
- Cormidor, Jules Gille, illustraties door Albert Bockstael, 1943[11]
- Chansons Bohèmes, Jean Boon, illustraties door Albert Bockstael, 1944[12]
- Andante Amoroso, Jean Boon, illustraties door Albert Bockstael, 1944[13]
- Les Savoyardes, André Sarmate, illustraties door Albert Bockstael, 1952[14][15]
- Au Bout de la Route: Poemes et Prefaces, voorwoord door R. Moirant; A. Jaumotte,et al. illustraties door A. Bockstael, et al, 1965[16]
- L'oiseau inquiet. Manifeste poétique / Edmond-Luc Dumoulin ; Préface de Edouard Herriot ; Iconographies de Laurent Larose, Georges Comhaire, Léonide Frechkop, Albert Bockstael et Géo Hertay.[17]
- Les Memoires de Dieulepere, Moirant, voorwoord door G. Linze, illustraties door A. Bockstael, Editions Malgrétout, Brussel, 1974[18]
- A Cheval de l’Amateur au Professionnel, E. De Loménie, cover illustratie van A. Bockstael, Editions Malgrétout, Brussel, 1974[19]

Tekeningen
- Tekening van splijtende hakbijl.[20]
- Tekening van naakte koppel aan tafel in de natuur.[21]
- Pentekening van man tegenover stad en zon, 1979[22]
- Houtskooltekening met engel gezien van achteren. Dit zou een van Bockstaels laatste werken zijn, 1989.[23]

Lithografieën
- Ongetiteld.[24]
- Natuur, 1978[25]
- Moeder en dochter, 1964[26]

Diversen
- Poeme du monde pur et impur, zeefdruk met de hand gekleurd, 1968[27]
- Werk met Josef en Maria op weg in een moderne stad.[28]

### Publicaties
- La Belle Journée, Albert Bockstael; voorwoord door J.-P. Bonnami, Editions l'Horizon Nouveau, Luik 1942[29]
- Ami notre Bonheur, Albert Bockstael, Editions Wastiau-Jeukens, Brussel 1976[30]

### Overige
- 1958: Artdirector voor de film Quelqu'un frappe à la porte van Alexandre Szombati.[31][32]

## Tentoonstellingen
Gedurende zijn leven heeft Bockstael meer dan 130 tentoonstellingen in binnen- en buitenland gehouden. Voorbeelden hiervan zijn:
- 1951 - Expositie[33]
- 1974 - Rétrospective Albert Bockstael[34]
- 1978 - 7 x Antwerpen, Museum voor Religieuze Kunst, Oostende.[35]
- 1983 - Albert Bockstael - De Meester van het Poëtische en Mystieke Realisme, in Huis Hellemans, Edegem. Bij deze expositie is tevens een boek verschenen, geschreven door Bockstael zelf.[36][37]

### Postuum
Bockstaels zoon Raphael vond in de nalatenschap van zijn vader stukken uit zijn krijgsgevangenschap en ontwikkelde in samenwerking met het Neubrandenburg Museum het idee postuum een tentoonstelling op te zetten:
- 2009 - "Schilderwerken van Albert Bockstael- Een Belgische krijgsgevangene in Duitsland", tentoonstelling in Neubrandenburg, respectievelijk Mecklenburg-Vorpommern. Deze tentoonstelling was deel van een project ter herdenking van het begin van de Tweede Wereldoorlog. Bockstael legde als krijgsgevangene het dagelijkse leven in de kampen vast in dagboeken en tekeningen. Deze historische documenten en persoonlijke brieven werden tezamen met latere werk van zijn hand (zoals De teruggekeerde vrede) tentoongesteld.[4]

## Meer over Albert Bockstael
- 1961 - Ten huize van Albert Bockstael..., documentaire van de B.R.T.[3]
- Website gewijd aan Albert Bockstael

- RKD-Nederlands Instituut voor Kunstgeschiedenis: 9496